# Billions
Billions – amerykański serial telewizyjny (dramat) wyprodukowany przez Koppelman/Levien. Pomysłodawcami serialu są Brian Koppelman, David Levien oraz Andrew Ross Sorkin.

## Emisja
Billions jest emitowany od 17 stycznia 2016 roku przez Showtime. 27 stycznia 2016 roku stacja Showtime ogłosiła zamówienie 2 sezonu. W Polsce serial jest udostępniony w usłudze +Seriale od 1 lutego 2016 roku.

## Kolejne sezony
9 marca 2017 roku stacja Showtime ogłosiła zamówienie 3 sezonu. W miesiąc po premierze stacja ogłosiła, że powstanie kolejny, czwarty sezon. W dniu 8 maja 2019, Showtime poinformowało o przedłużeniu serii na kolejny, piąty sezon. Pierwszy odcinek piątego sezonu wyemitowano 3 maja 2020 r. na kanale SHOW.

## Fabuła
Serial opowiada o dziwnych relacjach między Bobbym Axe Axelrodem, bossem funduszu hedgingowego oraz Chuckiem Rhoadesem, prokuratorem generalnym.

## Obsada

### Role główne
- Damian Lewis jako Bobby Axe Axelrod[8]
- Paul Giamatti jako Chuck Rhoades, prokurator generalny[8]
- Maggie Siff jako Wendy Rhoades, żona Chucka, psychiatra[9]
- Malin Åkerman jako Lara Axelrod, żona Bobby'ego, była pielęgniarka[10]
- Toby Leonard Moore jako Bryan Connerty
- David Costabile jako Mike Wags Wagner, dyrektor operacyjny funduszu hedgingowego prowadzonego przez Bobby'ego[11]
- Kelly AuCoin jako Bill Dollar Stearn
- Condola Rashād jako Kate Sacher[12]

### Role drugoplanowe
Zestawienie obejmuje aktorów, którzy wystąpili w co najmniej 15 odcinkach serialu.
- Daniel K. Isaac jako Ben Kim (55 odcinków)
- Jeffrey DeMunn jako Chuck Rhoades senior (51 odcinków)
- Dan Soder jako Mafee (51 odcinków)
- Asia Kate Dillon jako Taylor Mason (47 odcinków)
- Zina Wilde jako Helena (41 odcinków)
- Kira Visser jako Donna (35 odcinków)
- Glenn Fleshler jako Orrin Bach (32 odcinki)
- Stephen Kunken jako Ari Spyros (32 odcinki)
- Terry Kinney jako Hall (29 odcinków)
- Keith Eric Chappelle jako Everett Wright (24 odcinki)
- Chris Carfizzi jako Rudy (21 odcinków)
- Ben Shenkman jako Ira Schirmer (20 odcinków)
- Ilfenesh Hadera jako Deb Kawi (20 odcinków)
- Sarah Stiles jako Bonnie Barella (19 odcinków)
- Louis Cancelmi jako Victor Mateo (19 odcinków)
- Dhruv Maheshwari jako Tuk Lal (19 odcinków)
- Jack Gore jako Gordie Axelrod (18 odcinków)
- Christopher Denham jako Oliver Dake (17 odcinków)
- Malachi Weir jako Lonnie Watley (17 odcinków)
- Susan Misner jako Terri McCue (16 odcinków)
- Clancy Brown jako Waylon Jock Jeffcoat (16 odcinków)
- Allan Havey jako Karl Allard (16 odcinków)
- Samantha Mathis jako Sara Hammon (15 odcinków)
- Nathan Darrow jako Mick Danzig (15 odcinków)
- Zachary Unger jako Kevin Rhoades (15 odcinków)

### Gościnnie wystąpili
- Noah Emmerich jako Freddie Aquafino[14] (1 odcinek)
- Kerry Bishé jako Elise[15] (1 odcinek)
- Rob Morrow jako Adam DeGiulio, doradca prokuratora generalnego[16] (14 odcinków)[13]

## Odcinki
| Sezon | Sezon | Odcinki | Oryginalna emisja | Oryginalna emisja    | Oryginalna emisja | Oryginalna emisja   | Oryginalna emisja |
| Sezon | Sezon | Odcinki | Premiera sezonu   | Finał sezonu         | Premiera sezonu   | Finał sezonu        |                   |
| ----- | ----- | ------- | ----------------- | -------------------- | ----------------- | ------------------- | ----------------- |
|       | 1     | 12      | 17 stycznia 2016  | 3 kwietnia 2016      | 1 lutego 2016     | 25 kwietnia 2016    |                   |
|       | 2     | 12      | 19 lutego 2017    | 7 maja 2017          | 1 marca 2017      | 17 maja 2017        |                   |
|       | 3     | 12      | 25 marca 2018     | 10 czerwca 2018      | 27 marca 2018     | 12 czerwca 2018     |                   |
|       | 4     | 12      | 17 marca 2019     | 10 czerwca 2019      | 10 maja 2019      | 12 sierpnia 2019    |                   |
|       | 5     | 12      | 3 maja 2020       | 3 października 2021  | 3 maja 2020       | 3 października 2021 |                   |
|       | 6     | 12      | 23 stycznia 2022  | 10 kwietnia 2022     | 24 stycznia 2022  | 11 kwietnia 2022    |                   |
|       | 7     | 12      | 11 sierpnia 2023  | 29 października 2023 | 12 sierpnia 2023  |                     |                   |

## Produkcja
25 marca 2015 roku stacja Showtime zamówiła pierwszy sezon serialu.